# Tomáš Zouzal
Tomáš Zouzal (* 1987, Praha) je český historik, který se věnuje českým dějinám 19. a 20. století. Jeho specializací jsou hospodářské a sociální dějiny Protektorátu Čechy a Morava, dříve se věnoval rovněž českým církevním dějinám a historii českého venkova.

## Vzdělání a praxe
Tomáš Zouzal vystudoval historii na Filozofické fakultě Univerzity Karlovy, absolvoval výzkumné pobyty v Berlíně, Freiburgu, Mnichově a Düsseldorfu. Po učitelském působení nastoupil odbornou dráhu historika v Masarykově ústavu a Archivu Akademie věd ČR a v Ústavu pro studium totalitních režimů. Roku 2016 vydal knihu Zabráno pro SS o vzniku výcvikového prostoru SS Böhmen (mezi Benešovem a Sedlčany), jež byla oceněna Prémií Miroslava Ivanova pro autory do 39 let. Výcvikového prostoru SS Böhmen se autor držel i v další své publikaci z roku 2024 Na cvičišti SS, která popisuje dějiny již fungujícího cvičiště a osudy lidí zde pracujících.

### Aplikace historie
Tomáš Zouzal se specializuje se na vybrané otázky z českých dějin 19. a 20. století, přičemž klade důraz na využití historie v praxi, usiluje o zvyšování historického povědomí v české společnosti.

## Dílo
Tomáš Zouzal: Zabráno pro SS, Naše vojsko, 2016
Tomáš Zouzal: Na cvičišti SS, Naše vojsko, 2024